# Iglesia de los Jesuitas (Viena)
La Iglesia de los Jesuitas (en alemán: Jesuitenkirche), también conocida como Iglesia de la Universidad (en alemán: Universitätskirche), es una iglesia de dos plantas y doble torre situada en Viena, Austria. Influenciada por los principios del barroco temprano, la iglesia fue remodelada por Andrea Pozzo entre 1703 y 1705. La iglesia de los jesuitas se encuentra en la Dr. Ignaz Seipel-Platz, junto a los edificios de la antigua Universidad de Viena.
La iglesia de los jesuitas se construyó entre 1623 y 1627 en el emplazamiento de una capilla anterior. Fue durante el periodo en que los jesuitas fusionaron su propio colegio con la facultad de filosofía y teología de la Universidad de Viena. El emperador puso la primera piedra tanto del colegio como de la iglesia, y esta se dedicó a los santos Ignacio de Loyola y Francisco Javier.
En 1703, el emperador Leopoldo I encargó al hermano Andrea Pozzo, S.J., arquitecto, pintor, escultor y maestro en cuadratura, la redecoración de la iglesia. Añadió dos torres gemelas y rediseñó la fachada en un estilo barroco temprano con estrechas secciones horizontales y verticales. El diseño de las ventanas, los nichos estrechos (con estatuas) y la pequeña parte central de la fachada se desvían del estilo barroco de las torres. Pozzo murió inesperadamente en 1709, justo antes de trasladarse a Venecia, y fue enterrado en la iglesia.
Tras la finalización de las obras, la iglesia se volvió a dedicar a la Asunción de María.

## Interior
La sala longitudinal original se rediseñó para convertirla en una sala central muy popular a principios del siglo XVIII. A pesar de su reconocible diseño barroco temprano, la sala se presenta con formas del alto barroco. 
Aunque el exterior es relativamente austero, el interior es extraordinariamente opulento, con falsos pilares de mármol, dorados y varios frescos alegóricos en el techo. El techo de bóveda semicircular se dividió en cuatro tramos con pinturas en perspectiva, utilizando técnicas ilusionistas. Realizada por Andrea Pozzo en 1703, la notable cúpula en trampantojo, pintada en una parte plana del techo, es una obra maestra.

## Literatura
- Reitsamer, H.; Schörghofer, G.; Böhm, K. (1999). Jesuitenkirche - Universitätskirche, Wien. Christliche Kunststätten Österreichs (en alemán). Verlag St. Peter. Consultado el 12 de mayo de 2024.
- Planet, L. (2020). Lonely Planet Vienna. Travel Guide (en inglés). Lonely Planet Global Limited. ISBN 978-1-78868-976-2. Consultado el 12 de mayo de 2024.